# Ana Cabrera
Ana Cabrera (Denver, 13 de março de 1982) é uma jornalista estadunidense que atualmente atua como apresentadora de telejornal para a CNN em Manhattan.

## Biografia
Cabrera foi criado em uma família mexicana-americana em Denver, Colorado e depois se formou na Universidade Estadual de Washington. Depois de se graduar, ela trabalhou para a afiliada da NBC KHQ-TV em Spokane, Washington. Ela então voltou para sua cidade natal para trabalhar como âncora do noticiário matinal no KMGH-TV Channel 7 News em Denver, onde ganhou um Prêmio Emmy por suas reportagens em solo como parte de uma equipe de notícias que cobriu o incêndio no High Park em 2012. Em 2013, Cabrera ingressou na CNN como correspondente em Denver e depois serviu na equipe de investigação da CNN. Em março de 2017, ela foi nomeada âncora do novo programa de horário nobre de fim de semana da CNN, CNN Newsroom, sucedendo Poppy Harlow.
Cabrera é membro da Associação Nacional de Jornalistas Hispânicos e atua no conselho de diretores do Mi Casa Resource Center. Ela também atuou no conselho da American Cancer Society.

## Vida pessoal
Cabrera é casada com Benjamin Nielsen; eles têm dois filhos.